# Zimska kora
Zimska kora (lat. Drimys winteri), vazdazeleni grm ili stablo iz porodice Winteraceae, rod drimis. Rasprostranjeno je po Argentini i Čileu, a voli vlažna mjesta. Naraste do 20 metara visine. Ima velike lancetaste listove, a kora drveta sadržava vitamin C.
Španjolski naziv za njega je canelo.

## Ime vrste
Vrsta “winteri” je dobila ime po kapetanau Johna Wintera (1555. – 1638.)

## Opis
D. winteri je zimzeleno drvo ili često grm s više stabljika, do oko 7,5 m ( 25 stopa) visine, ali doseže 15 metara (50 stopa ) u svom prirodnom staništu. Grane mu vise, kora je crvena, aromatična. Listovi jednostavni, naizmjenični, kožasti, eliptični do duguljasto lancetasti, 3-20 cm dugi i 1-8 cm široki, rubovi cjeloviti, svijetlo sjajnozeleni odozgo, bjelkasti cvat odozdo; papren miris kad se zdrobi. Cvjetovi s krem do bijelim 5-7 latica, lapovi crveni, čak 10 cvjetova u grozdu; cvjeta zimi ili u proljeće, mirisna. Plod je plavičast, a zatim sjajno crn.

## Otkriće
Drakeovov brod “Golden Hind” i brod kapetana Wintera “Elizabeth” bili su jedini brodovi od prvotnih pet koji su preživjeli putovanje u Tihom oceanu. Međutim, razdvojili su se i “Elizabeth” se vratila u Magellanov tjesnac. Upravo je ovdje kapetan Winter, liječnik, otkrio od domorodaca koji su živjeli u tjesnacima da kora lokalnog stabla zvanog "Canelo", kada se skuha kao čaj, sprječava mornare da se razbole. Vitamin C, vitalan za dobro zdravlje i tada nepoznat, bio je prisutan u kori. “Elizabeth”, teško pogođena olujom, vratila se sigurno u Englesku bez da je oplovila svijet kao što je učinio Drake.
- D. winteri, mlado drvo
- D. winteri,
- D. winteri,
- D. winteri,